# Елиза Меркер
Елиза Меркер (фр. Elisa Marcoeur; Сен Себастјен сир Лоар, 24. јун 1809 — Париз, 7. јануар 1835) је била француска романтичарска песникиња.
Рођена је у Нанту. Веома рано је почела да пише стихове. Дошла је у Париз са намером да књижевним радом издржава себе и мајку. Умрла је од туберкулозе.
Основни тон њене поезије је туга, а основна идеја - пролазност. Опсесивни карактер осећања краткотрајности живота, које код ње има и компоненту предосећања, није обележен страхом и отпором, већ хедонистичким прихватањем.
Након Елизине смрти, њена мајка је објавила њена целокупна дела (1843).